# Eduardo Carvalho
Eduardo dos Reis Carvalho (n. 19 septembrie 1982, Mirandela, Portugalia), cunoscut mai simplu ca Eduardo, este un fotbalist portughez care evoluează la clubul englez Chelsea și la echipa națională de fotbal a Portugaliei pe postul de portar.

## Palmares
- Taça da Liga: 2007–08, 2011–12
- Cupa UEFA Intertoto : 2008